# Sucha Górna (województwo łódzkie)
Sucha Górna – wieś w Polsce, w województwie łódzkim, w powiecie poddębickim, w gminie Wartkowice. Wraz z Suchą Dolną współtworzy sołectwo Sucha.
Do 2023 miejscowość była częścią wsi Sucha.
W latach 1975–1998 Sucha Górna należała administracyjnie do województwa sieradzkiego.